# 错那耳蕨
错那耳蕨（学名：Polystichum stenophyllum var. conaense）为鳞毛蕨科耳蕨属下的一个变种。

## 扩展阅读
- 維基物種上的相關：错那耳蕨